# Rudolf Heinrich Paul Blasius
Pour les articles homonymes, voir Blasius.
Rudolf Heinrich Paul Blasius est un ornithologue allemand, né le 25 novembre 1842 à Brunswick et mort le 21 septembre 1907.
Il appartient à une famille de scientifiques : son père est l’ornithologue et le mammalogiste Johann Heinrich Blasius (1809-1870) et son frère est l’ornithologue Wilhelm August Heinrich Blasius (1845-1912).